# Кириллов, Пётр Андреевич
Пётр Андреевич Кириллов — советский государственный деятель, полковник государственной безопасности. Член КПСС с 1919 года.

## Биография
Родился в 1900 году в селе Средняя-Ахтуба.
С 1918 года — на военной службе, общественной и политической работе. В 1918—1954 гг. — участник Гражданской войны в России, участник борьбы с басмачеством, уполномоченный ВЧК-ОГПУ-НКВД в Узбекской ССР, начальник отдела связи НКВД Узбекской ССР, руководящий работник НКВД в Узбекской ССР, начальник Управления МВД по Самаркандской области.
Избирался депутатом Верховного Совета Узбекской ССР 3-го созыва.
Умер после 1954 года.